# Мирзоев, Савалан
Савалан Мирзоев (азерб. Savalan Mirzəyev, род. 29 августа 1986, Гаратакля, Гардабанский район) — грузинский государственный и общественно-политический деятель, депутат Парламента Грузии 9-го и 10-го созывов. В 2009—2013 годах был советником премьер-министра Грузии, советником государственного министра Грузии по вопросам реинтеграции.

## Биография
Родился 29 августа 1986 года в селе Каратакля Грузинской ССР в интеллигентной семье. В 2007 году окончил юридический факультет Тбилисского государственного университета имени Иване Джавахашвили.
12 июня 2013 года был назначен советником премьер-министра Грузии Бидзины Иванишвили по вопросам национальных меньшинств.